# Lejamaní (kommun)
Lejamaní är en kommun i Honduras.   Den ligger i departementet Departamento de Comayagua, i den sydvästra delen av landet, 60 km nordväst om huvudstaden Tegucigalpa. Antalet invånare är 4 028.